# تايلر جيبسون
تايلر جيبسون (بالإنجليزية: Tyler Gibson)‏ (12 يناير 1991 بنوكسفيل في الولايات المتحدة - ) هو لاعب كرة قدم أمريكي في مركز الوسط. لعب مع سان أنتونيو سكوربيونز وRayo OKC ‏.

## وصلات خارجية
- تايلر جيبسون على موقع الدوري الأمريكي (الإنجليزية)
- تايلر جيبسون على موقع قاعدة بيانات كرة القدم.إي يو (الإنجليزية)
- تايلر جيبسون على موقع Soccerway.com (الإنجليزية)